# New York City Police Department
NYPD (New York City Police Department lub New York Police Department) – policja w amerykańskim mieście Nowy Jork. Założona została w 1845 roku; wzorowano ją na londyńskiej policji metropolitalnej.
Jest najliczniejszą policją w Stanach Zjednoczonych, choć w ostatnich latach liczba funkcjonariuszy systematycznie spada. W 2000 roku szeregi NYPD liczyły 41 440 mundurowych, w 2010 roku było ich 34 500. Obecnie w szeregach cywilnych NYPD jest 5000 agentów ochrony szkół (School Safety Agents), 4500 rezerwowych oficerów policji (Auxiliary Police Officers) i 2700 agentów drogówki (Traffic Enforcement Agents).
Nowojorscy policjanci są nazywani New York’s Finest.
Związkiem zawodowym reprezentującym nowojorską policję jest Police Benevolent Association of the City of New York (NYC PBA).
Do 2019 r. komisarzem NYPD był James P. O’Neill, a do 2021 r. szefem departamentu był Terence Monahan. Mundury są granatowe

## Galeria

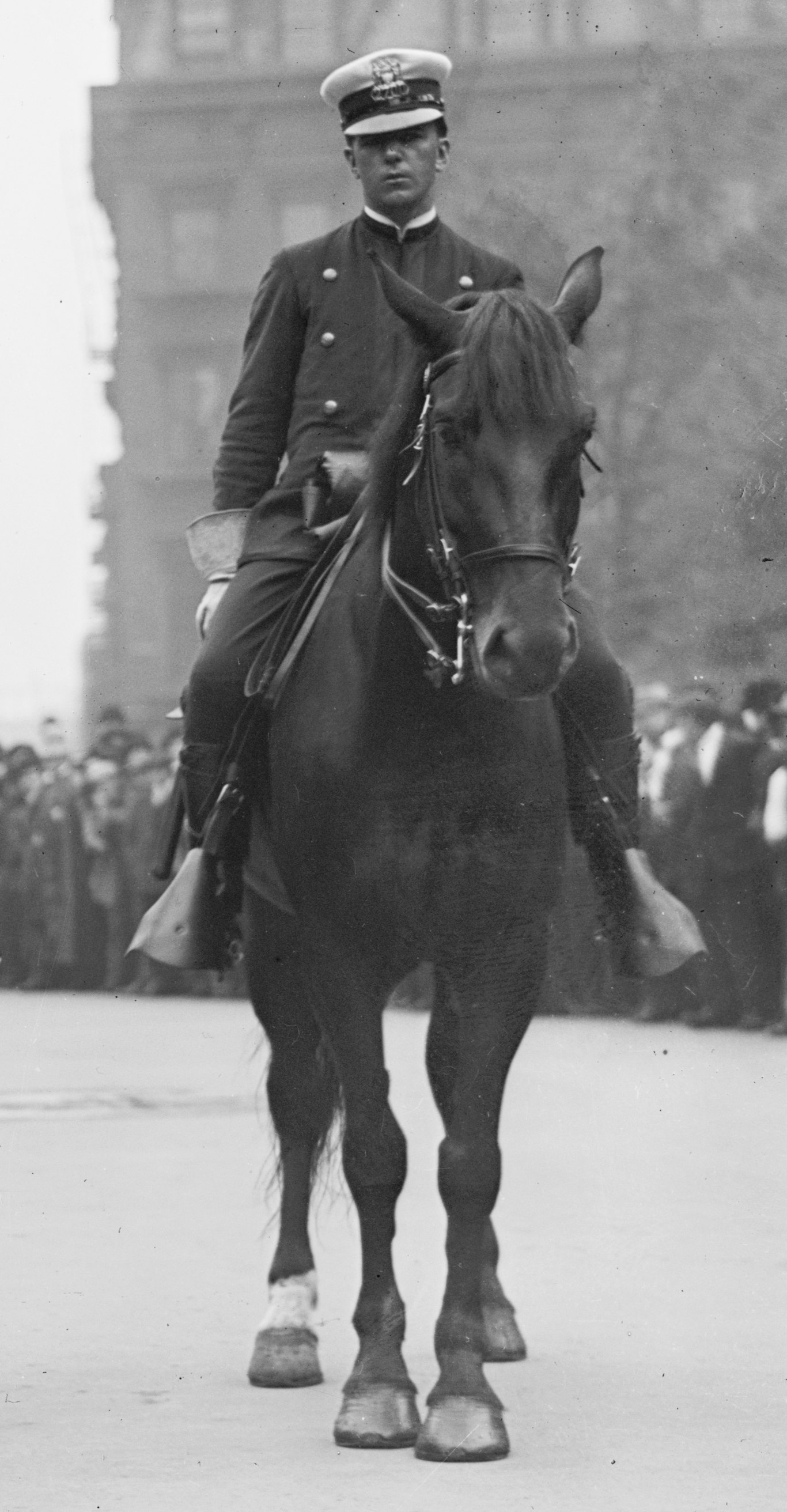
Nowojorska policja konna w 1900 r.
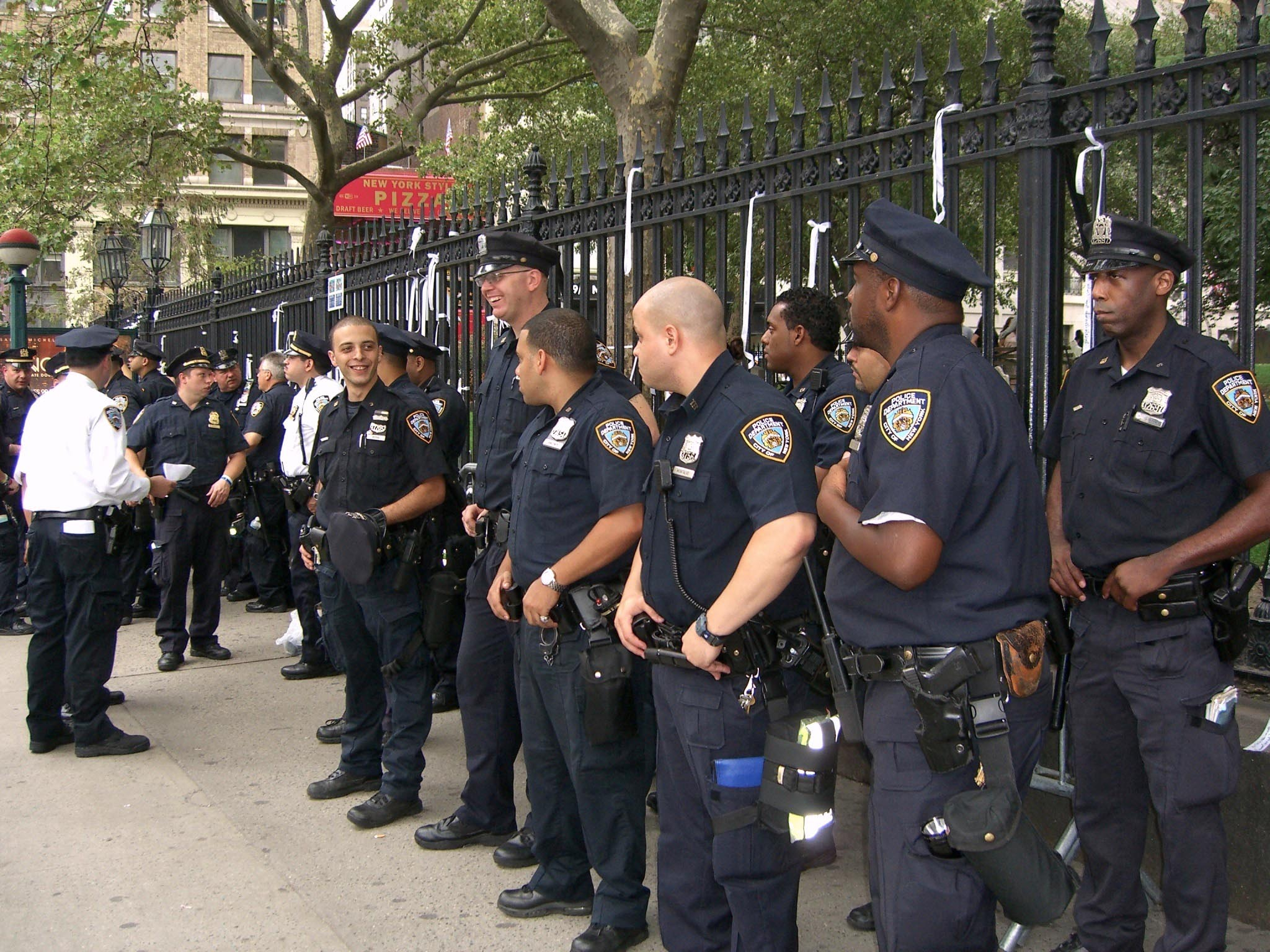
Policjanci podczas obchodów 10 rocznicy Zamachów z 11 września 2001
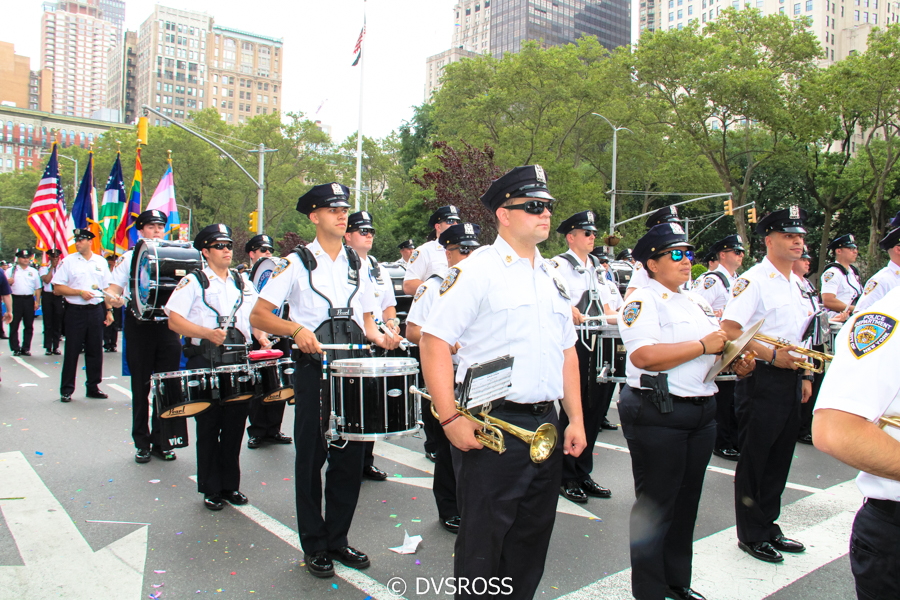
Orkiestra nowojorskiej policji podczas obchodów gay pride
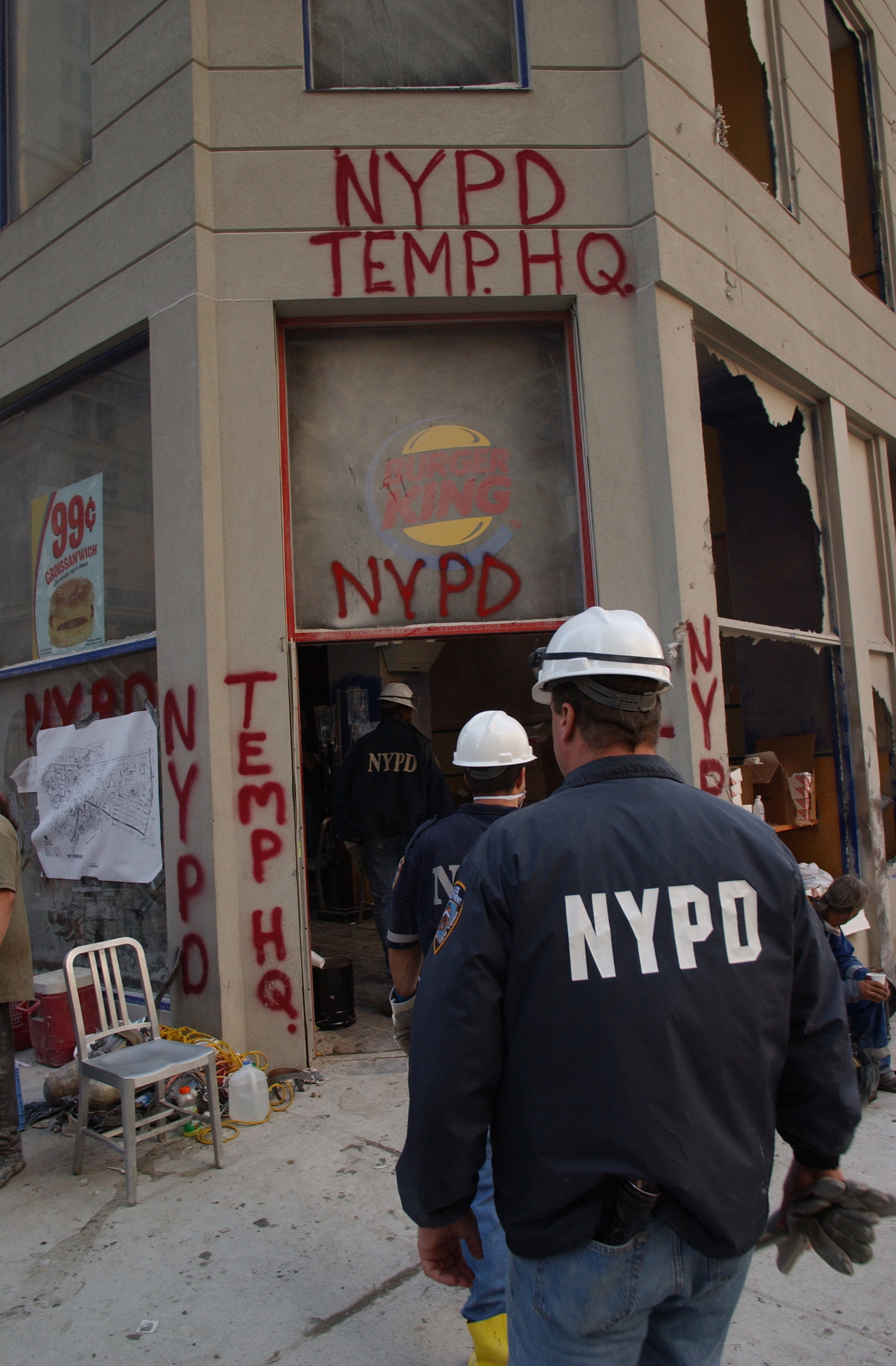
Tymczasowy sztab NYPD przy 106 Liberty St., 11 września 2001 roku.
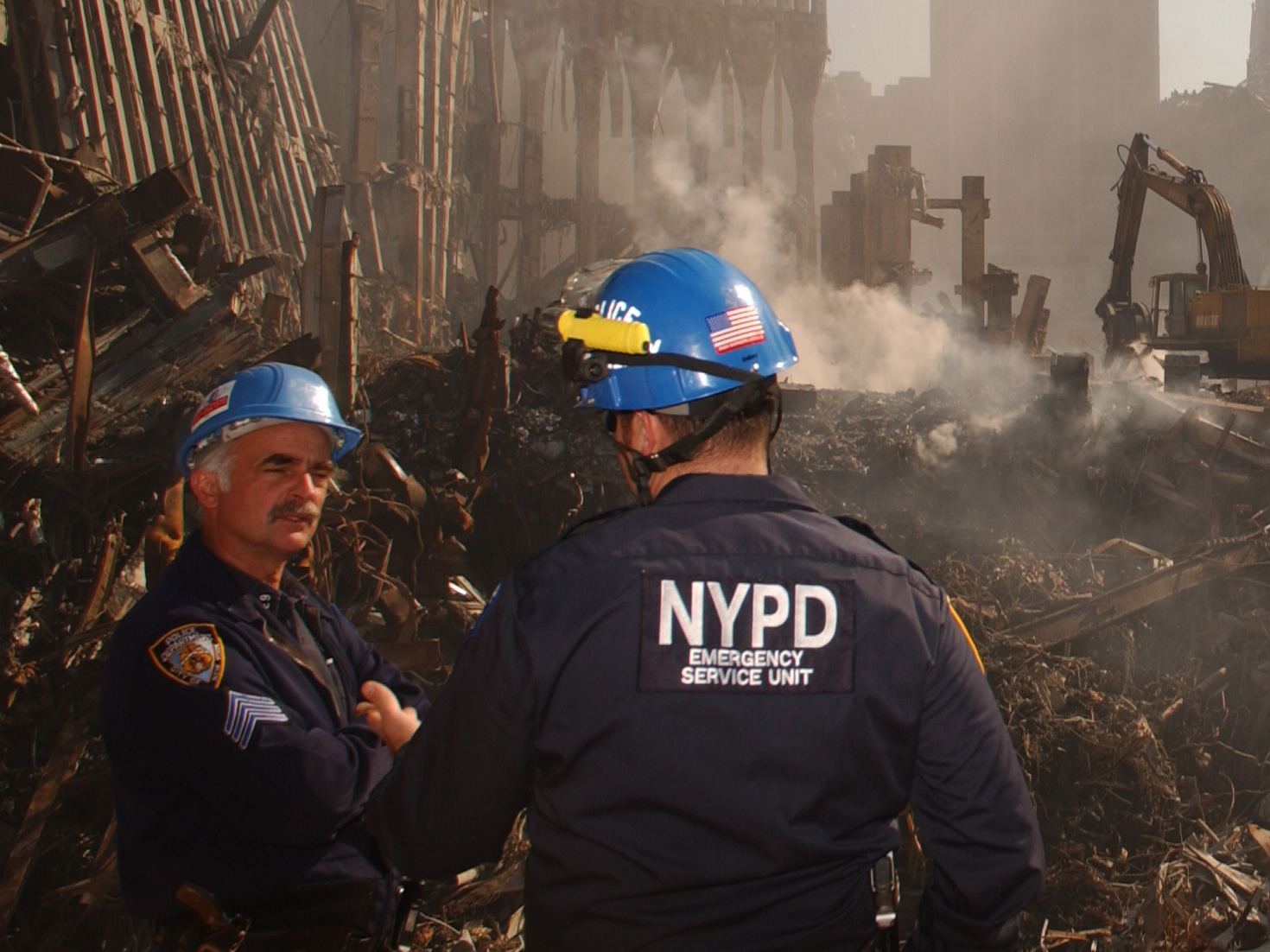
Policjanci w „Strefie Zero”, 19 października 2001 roku.
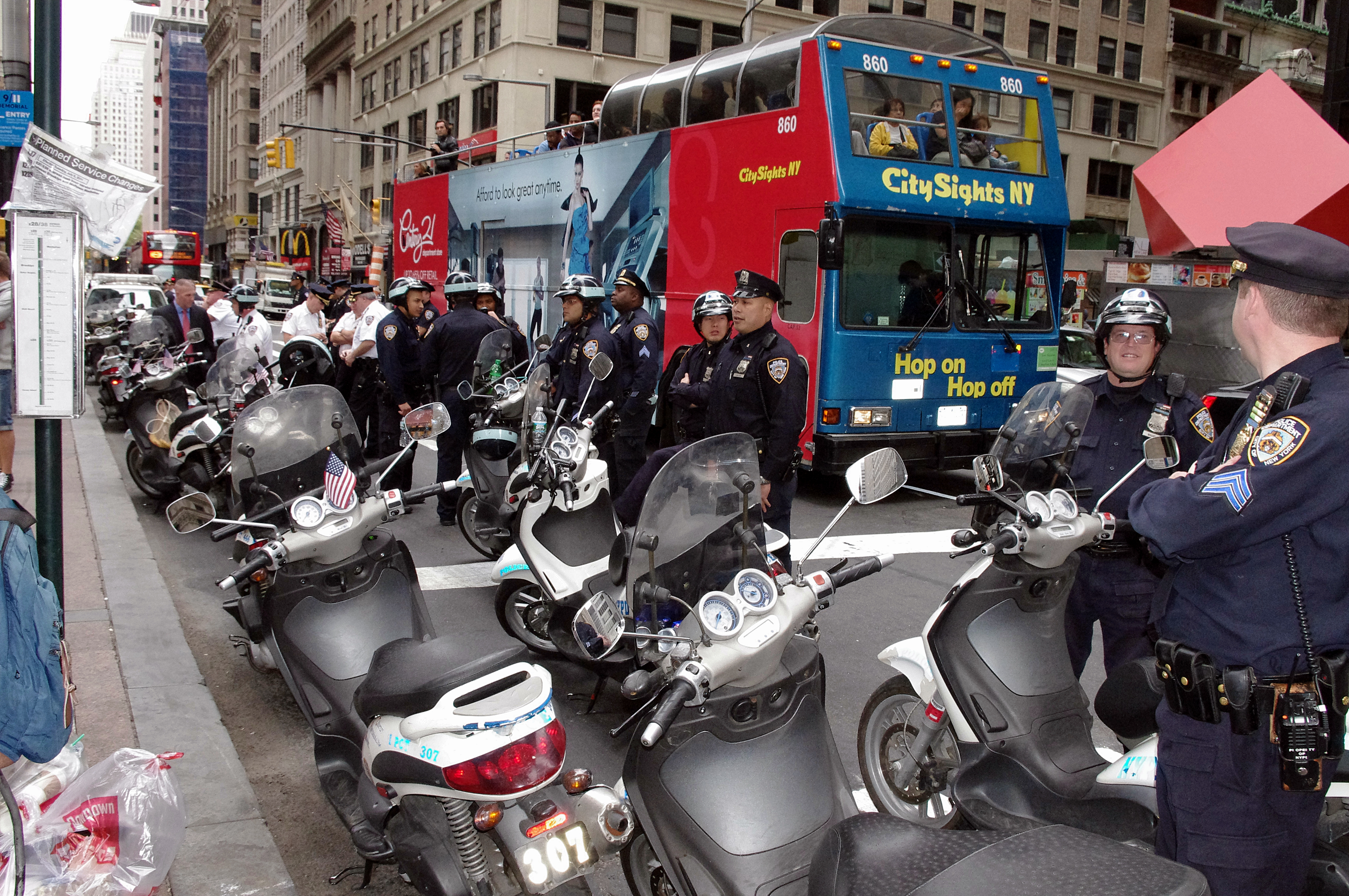
Policjanci podczas protestów Occupy Wall Street w 2011 r.